# Audrey Arno
Audrey Arno (nombre de nacimiento, Adrianna Medini; Mannheim, 7 de marzo de 1942 – Nevada, 9 de junio de 2012) fue una cantante y actriz alemana. Fue muy popular en la década de los 60 en Francia, donde fue conocida tan solo como Audrey.

## Biografía
Adrianna Medini nació el 7 de marzo de 1942 (o 17 de marzo, según otras fuentes) en Mannheim, Alemania. En su juventud, era artista de caballos en un circo. En 1960, consiguió un contrato de grabación en Francia. Sus primeras grabaciones estuvieron incluidas en un EP titulado L’Homme et la femme. Le siguieron otros EPs, Printemps y É vero. A mismo tiempo, grabab en Alemania con Hazy Osterwald. Uno de sus grabaciones con the Hazy Osterwald Sextet fue Wieder mal Paschanga (Die Musik aus Caracas).
La canción de ritmos cubanos, concoida como La Pachanga, llegó al número 87 en la Billboard Hot 100 estadounidense en 1961. Le siguieron otros singles como Toute ma vie, la versión francesa de la canción Gene McDaniels' Tower of Strength.
En 1962 y 1964, actuó en pequeños papeles en producciones francesas, Comment réussir en amour y Du grabuge chez les veuves. En la televisión alemana, fue vista en series como Hotel Victoria y Der goldene Schuß. En 1964, consiguió un contrato con la firma discográfica de Henri Salvador. Él mismo escribió un par de canciones para él, aunque la mayor parte del repertorio eran versiones de éxitos estadounidenses. Se estableció en París, y cantaba entre la capital francesa y Montecarlo. A principios de los 70, se trasladó a Las Vegas, Nevada, donde aparecía en Moulin Rouge y donde viviría hasta su muerte a causa del Alzheimer.